# Incendio de Delhi de 2022
El 13 de mayo de 2022, un incendio empezó en el primer piso de un edificio comercial de 4 pisos en Mundka, Delhi, India. Del incendio veintisiete personas murieron e cuarenta otros fueron heridos, y al menos 50 personas fueron rescatadas. Se cree que el incendio está empezó por cortocircuito.
El edificio no tenía autorización del departamento de bomberos y no estaba equipado con extintores. La policía de Delhi registró el incendio como homicidio culposo y conspiración criminal. Detuvieron a dos hermanos propietarios de Cofe Impex Pvt Ltd, una empresa que fabrica circuitos cerrados de televisión, en cuya oficina se cree que se inició el incendio.
Si bien los bomberos supuestamente llegaron tarde al sitio, un conductor de grúa salvó a más de 50 personas al rescatarlas del incendio. Según el gruista, los bomberos tardaron más de una hora y media en llegar al lugar.